# Хаупт II фон Папенхайм
Хаупт II (Хаупто) фон Папенхайм (на немски: Haupt II (Haupto) von Pappenheim; * 1380; † 1438 или 1439) е първо вице-, по-късно имперски наследствен маршал на Папенхайм в Бавария, господар на замъците Калден, Алтузрид, Ротенщайн и Грьоненбах. Той е дипломат при император Сигизмунд Люксембургски.

## Биография
Той е син на Хаупт I фон Папенхайм († 1409) и съпругата му Агнес фон Вайнсберг († сл. 1405), дъщеря на Енгелхард VII фон Вайнсберг († 1377) и Хедвиг фон Ербах-Ербах († сл. 1345). Той има един брат Зигмунд фон Папенхайм († 1436), който се жени за Катарина фон Шпарнек и няма деца.
Хаупт II участва в Констанцкия събор от 1414 до 1418 г. като кралски довереник на крал Сигизмунд Люксембургски. През годините той увеличава собственостите си. През 1422 г. получава замък Швайнспойнт, през 1423 г. също и селището Швайнспойнт (в Марксхайм), имоти в Майнхайм, Волфсброн и Вайсмерсхайм, фогтая в Аугсбург (1430), дворец Шпилберг (1436) и господството над Грефентал (1438).

## Фамилия
Хаупт II фон Папенхайм се жени два пъти.
Първи брак: пр. 16 август 1401 г. с Корона фон Ротенщайн († 1412/март – октомври 1414/1419), дъщеря на Конрад фон Ротенщайн, губернатор на Матзиз († 1409) и Урсула фон Хатенберг († сл. 1384). Чрез този брак господството Грьоненбах и Ротенщайн отива на Папенхаймте. Той става собственик и на замъците Ротенщайн и Калден. Те имат децата:
- Анна фон Папенхайм († сл. 1464), омъжена на 5 февруари 1437 г. за Йохан/Ханс VI фон Фрауенберг, фрайхер фон Хаг, Мазенхаузен-Дазинг († 4 август 1477)
- Маргарета фон Папенхайм (* ок. 1413), омъжена ок. 1445 г. за граф фрайхер Волфганг фон Прайзинг (* ок. 1418; † сл. 1448)
- Конрад II фон Папенхайм (* ок. 1410; † 17 април 1482), основател на линията Грефентал, женен за Доротея фон Лабер († 15 септември 1477)
- Хайнрих фон Папенхайм (XI) (* пр. 1413; † 1482/1484), импреторски съветник и основател на линията на Папенхайм в Алгой и Щюлинген, женен на 30 юли 1413 г. за Анна фон Абенсберг († сл. 1432)
- Йохан фон Папенхайм (* пр. 1420; † 7 февруари 1438), домхер в Айхщет

Втори брак: между октомври 1414 и 6 февруари 1433 г. с Барбара фон Рехберг († 22 февруари 1460), дъщеря на Файт I фон Рехберг, господар на Хоенрехберг, Щауфенек, Бабенхаузен († 1416), и Ирмела (Ирмгард) фон Тек († 1422), дъщеря на херцог Фридрих III фон Тек († 1390) и графиня Анна фон Хелфенщайн († 1392). Те имат децата:
- Бернхард фон Папенхайм, домхер в Айхщет
- Рудолф фон Папенхайм, пфлегер цу Донаувьорт
- Георг I фон Папенхайм (* пр. 1430; † 1485), маршал на Папенхайм, основава линията Тройхтлинген, женен между 21 октомври 1437 и 1450 г. за Урсула фон Валдбург († 1464)
- Барбара/Зенона фон Папенхайм, омъжена за Ханс фон Волфщайн?
- Марта фон Папенхайм, монахиня в Айхщет
- Цецилия фон Папенхайм, омъжена за Хайнрих фон Бюнау
- Зигмунд I фон Папенхайм (* пр. 1434; † 1496), женен за Магдалена фон Шаумберг, основава линията Алесхайм